# 2318 Лубарський
2318 Лубарський (2318 Lubarsky) — астероїд головного поясу, відкритий 24 вересня 1960 року.
Тіссеранів параметр щодо Юпітера — 3,612.